# 그대가 조국
그대가 조국(The Red Herring)은 한국에서 제작된 이승준 감독의 2022년 다큐멘터리 영화이다. 대한민국 검찰과 대중 사이에 관한 이야기를 다루고 있다.

## 제작진
- 프로듀서: 감병석
- 크리에이티브 프로듀서: 양희
- 이그제큐티브 프로듀서: 진모영
- 이그제큐티브 프로듀서: 정상진
- 임펙트 프로듀서: 정상진